# Xanthon
Xanthon (auch Xanthen-9-on oder Dibenzo-γ-pyron) ist eine heterocyclische chemische Verbindung, die zu den Ethern und Ketonen gehört und Namensgeber der Stoffgruppe der Xanthone ist. Das Reduktionsprodukt Xanthen bildet den Grundkörper der Xanthen-Pflanzenfarbstoffe. Es ist isomer zum Fluoron (Xanthen-3-on).

## Vorkommen und Darstellung
Xanthon selbst kommt in der Natur nicht vor, jedoch etwa 200 seiner Derivate wie beispielsweise Chinonin (Mangoferin), Corymbiferin, Euxanthinsäure, Euxanthon, Gentisin und Mangostin. Die Darstellung von Xanthon erfolgt durch Destillation von Salicylsäurephenylester.

## Eigenschaften und Verwendung
Xanthon bildet farblose, leicht sublimierbare Nadeln, die von 174 bis 176 °C schmelzen und bei etwa 351 °C sieden. Es ist leicht löslich in Ethanol, Ether, Chloroform und Benzol, aber unlöslich in Wasser. In konzentrierter Schwefelsäure löst sich die Verbindung mit gelber Farbe zu einer Flüssigkeit mit intensiv hellblauer Fluoreszenz. Unter reduktiven Bedingungen lässt sich Xanthon in Xanthen und Xanthydrol überführen, durch Einwirkung von Grignard-Verbindungen entstehen Xanthyliumsalze.
Die einzig bekannte Verwendung von Xanthon ist der Einsatz als spezifisches Insektizid, welches vor allem auf Larven von Motten als sogenanntes Larvizid wirkt.